# الکس رادولسکو
الکس رادولسکو (انگلیسی: Alex Rădulescu؛ زاده ۷ دسامبر ۱۹۷۴) یک تنیس‌باز اهل آلمان است.